# Пехра-Яковлевское
Пехра-Яковлевское — бывшая подмосковная усадьба князей Голицыных («Михайловичей»). В настоящее время расположена на территории городского округа Балашиха Московской области, находится в ведении Заочного аграрного университета, признана памятником федерального значения и охраняется государством. Господский дом сохранился в изменённом виде.

## История
В создании архитектурно-художественного ансамбля XVIII века принимали участие архитекторы К. И. Бланк, Ф. П. Казие, А. А. Менелас.

Пехра-Яковлевское (ранее деревня Яковлево) расположено в живописном уголке близ Владимирской дороги (ныне автодорога «Волга») на левом берегу мелководной Пехорки, притока Москвы-реки. По данным историков-краеведов, с 1591 года деревня перешла в имение князей Голицыных, владевших ею более двухсот лет, благодаря которым небольшая деревенька стала одним из выдающихся архитектурно-парковых комплексов своего времени. Первым из Голицыных, владельцем поместья, стал боярин Андрей Иванович Голицын. 

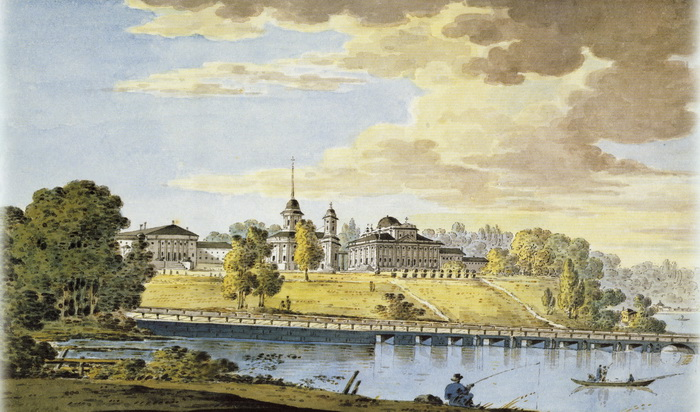
Пехра-Яковлевское в 1810 году

Во времена, когда владельцем Яковлевского был Пётр Михайлович Голицын (1682—1722), в деревне была построена небольшая усадьба и разбит сад. Так как у Петра Михайловича наследников не было, то после его смерти усадьба досталось младшему брату — Михаилу Михайловичу Голицыну (известному историкам как «младший» или «меньшой»), одному из самых известных её владельцев.
Сын М. М. Голицына — генерал-поручик Пётр Михайлович Голицын известен краеведам как один из главных строителей усадьбы и храма при ней. В 60-х годах XVIII века он построил в имении деревянный дом с двумя флигелями и расширил парк. В год его гибели на дуэли в 1775 году его сыну Михаилу было 11 лет. Поэтому опеку над новым владельцем Пехра-Яковлевского взял его дядя Александр Михайлович Голицын (1723—1807), вице-канцлер и обер-камергер императорского двора. Он продолжил обновление усадьбы, при нём была построена вотчинная церковь — храм Преображения Господня (1782 г.). Архитектурный замысел храма оригинален тем, что это ротонда с двумя колокольнями по бокам от входа. Это очень редко встречается в Подмосковье. Построен предположительно сыном Матвея Казакова. В настоящее время при церкви работают воскресная школа, библиотека и православное общество «Во имя царственных страстотерпцев».
Далее обновление Пехра-Яковлевского продолжил Михаил Петрович Голицын (1764—1848), при котором окончательно сформировался архитектурно-парковый комплекс усадьбы. Имение пострадало при французском нашествии 1812 года, но было быстро отстроено.
Усадьбу и церковь посещали некоторые из Высочайших особ: в 1817 году здесь побывала императрица Мария Феодоровна и Елизавета Алексеевна, а в 1826 году — Великая княгиня Елена Павловна. То, как выглядела в то время усадьба, даёт понять картина Ж. Э. Свебаха «Прогулка в парке».

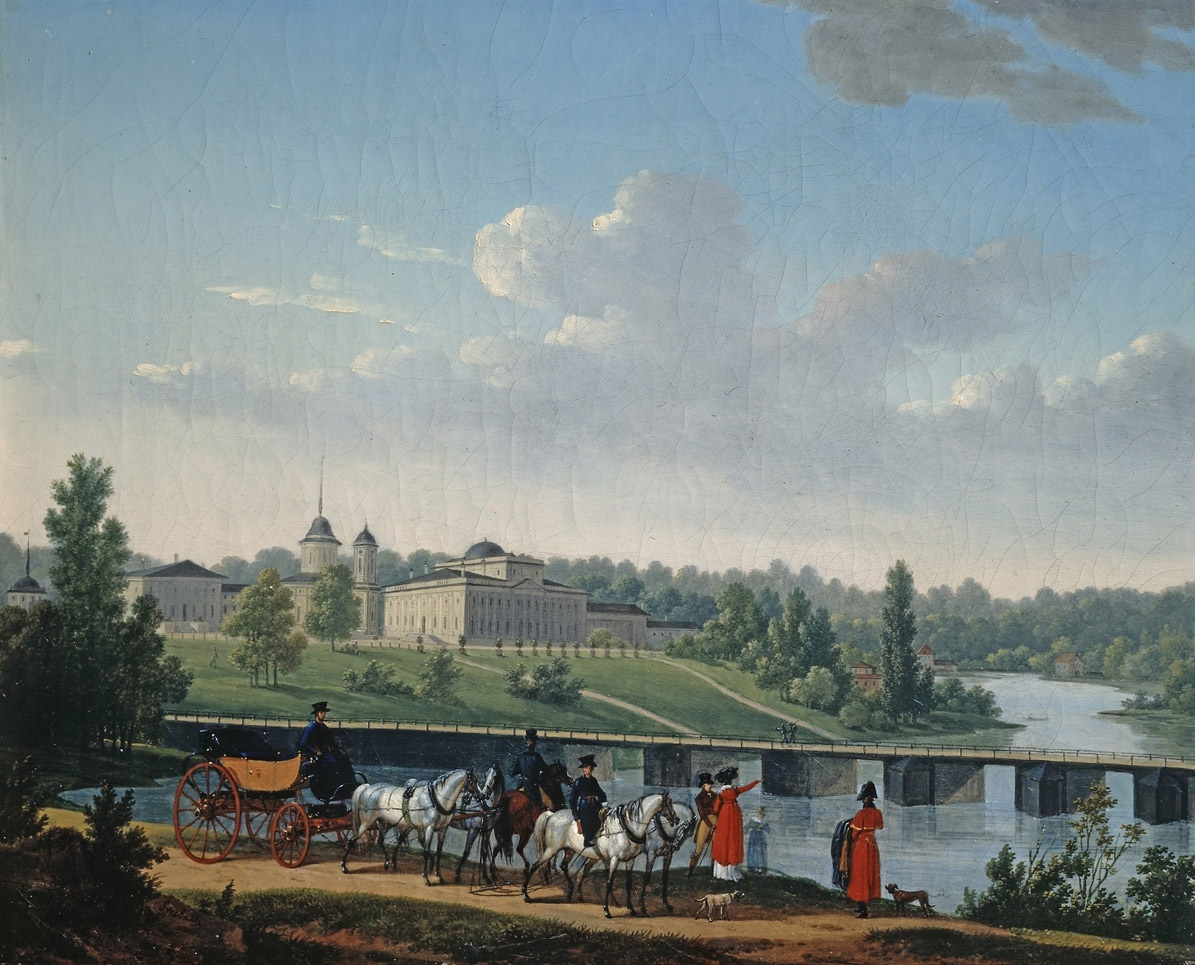
Репродукция картины «Прогулка в парке». Свебах Ж. Э., 1820 год

В 1828—1832 годах владельцем Пехра-Яковлевского стал князь Иван Алексеевич Гагарин. С 1832 по 1835 годы Пехра-Яковлевское принадлежало А. Д. Нарышкиной, впоследствии продавшей имение откупщику Петру Ивановичу Шелашникову (около 1787—1846). Во многих работах упоминается действительный статский советник Борис Александрович Лобанов-Ростовский в качестве лица, которому «действительная камергерша» Анна Дмитриевна Нарышкина продала свою усадьбу, однако это опровергается источниками Архивная копия от 9 ноября 2018 на Wayback Machine.
Перед революцией 1917 года Пехра-Яковлевское принадлежало семье Роопов. Последним владельцем был генерал и сановник Христофор Христофорович Рооп.
В конце XIX века здания усадьбы подверглись перепланировке, вследствие чего была нарушена их объемная композиция. К началу XX века в Балашихе вокруг Пехра-Яковлевского было построено пять текстильных фабрик. Это привело к значительному росту плотности населения близ усадьбы.
С 1871 года в Пехра-Яковлевском находилось правление Пехорской волости Московского уезда, возникшее после отмены крепостного права и реформ Александра II. После революции, с лета 1917 года, в усадьбе размещался гражданский комиссар Временного правительства.
В 1924 году главный корпус сильно выгорел. «Обгорелый дом, с травой, вырастающей на его карнизах, теперь не более чем живописная руина в духе картин Гюбера Робера», — с сожалением констатировал А. Греч. Впоследствии усадебный дом был восстановлен трехэтажным, без учета прежней планировки и внешних художественных форм. С 1929—1930 гг. в Пехра-Яковлевском размещаются высшие учебные заведения. Сейчас в главном здании располагается Заочный аграрный университет, который несколько раз перестраивал корпус. Неизменными остались только парные флигели, которые соединены с домом галереями парных колоннад лаконичного тосканского ордена. С обратной стороны дома, выходящей в парк, сохранилась лестница, украшенная скульптурами львов и сфинксов.

### Владельцы усадьбы

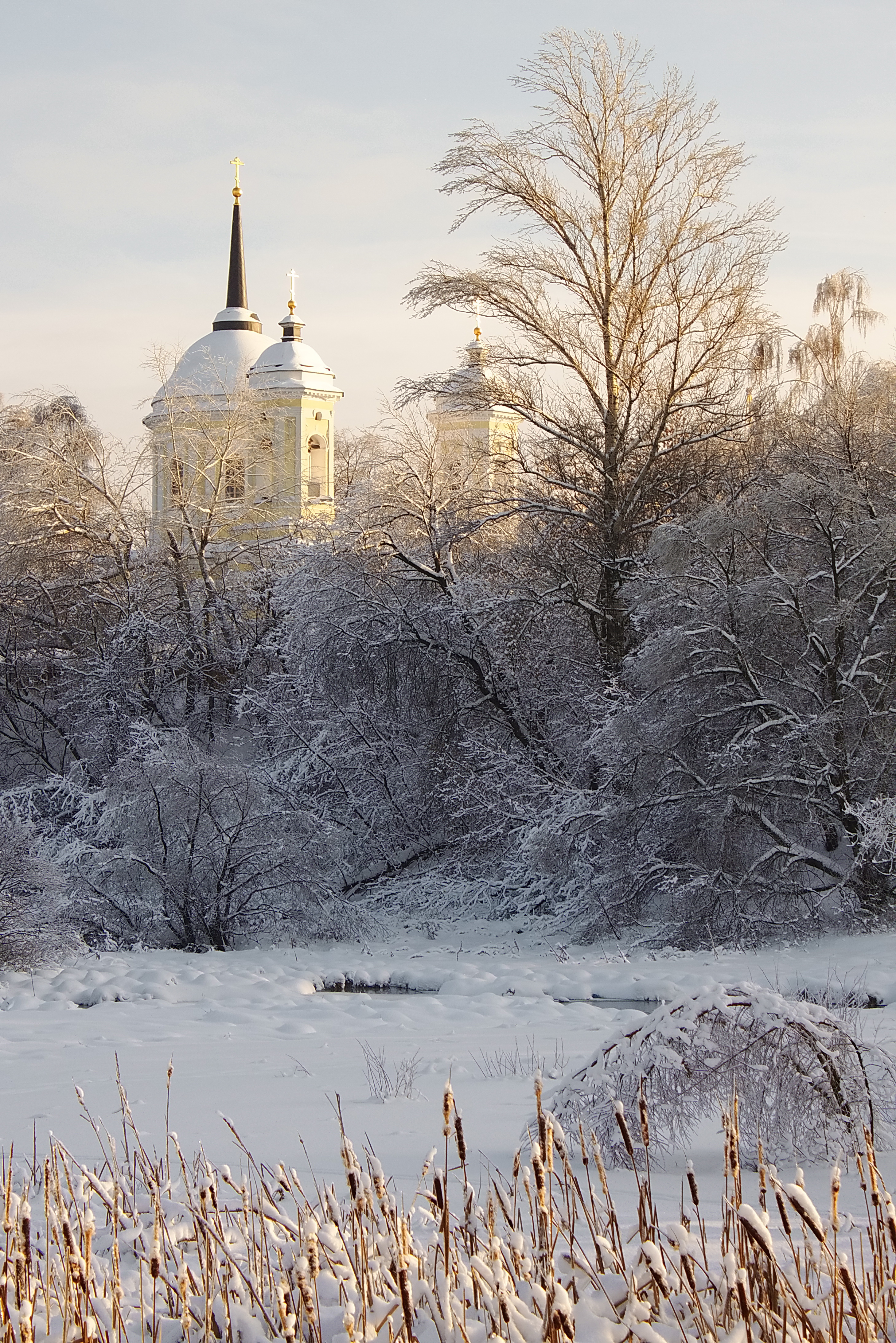
Вид на церковь с Горьковского шоссе

1-я половина XVI в. — бояре Яковлевы.
XVI в. — Григорий Сукин, дочь Евфимия Григорьевна Сукина, Дмитрий Замыцкий.
1591 г. — князь Андрей Иванович Голицын. 
1623 г. — князь Иван Андреевич Голицын. 
1654 г. — боярин, воевода Михаил Андреевич Голицын. 
1752 г. — генерал-адмирал Михаил Михайлович Голицын. 
1764 г. — генерал-поручик Пётр Михайлович Голицын. 
1775 г. — Михаил Петрович Голицын (опекун Александр Михайлович Голицын).
1828 г. — князь Иван Алексеевич Гагарин. 
1832 г. — действительная камергерша Анна Дмитриевна Нарышкина. 
1836 г. — откупщик Пётр Иванович Шелашников, внучка Мария Степановна Шелашникова.
1880-1917 гг. — cемья Рооп (генерал Христофор Христофорович Рооп).
1918 г. — национализировано. 
Начало 1920-х гг. — колония для беспризорных.
1930 г. — Институт пушного звероводства (ИПЗ).
1934 г. — Всесоюзный зоотехнический институт пушно-сырьевого хозяйства (ВЗИПСХ).
1944 г. — Московский пушно-меховой институт (МПМИ).
1955 г. — Всесоюзный сельскохозяйственный институт заочного образования (ВСХИЗО).
1995 г. — Государственное образовательное учреждение «Российский государственный аграрный заочный университет» (ГОУ РГАЗУ).
2001 г. — Федеральное государственное образовательное учреждение высшего профессионального образования «Российский государственный аграрный заочный университет» (ФГОУ ВПО РГАЗУ).
2011 г. — Федеральное государственное бюджетное образовательное учреждение высшего профессионального образования «Российский государственный аграрный заочный университет» (ФГБОУ ВПО РГАЗУ).

Создатели усадьбы: князья Голицыны-Михайловичи
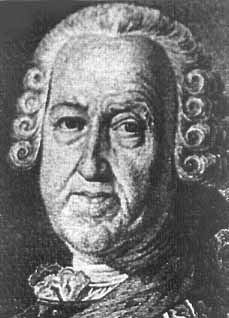
М. М. Голицын-мл.
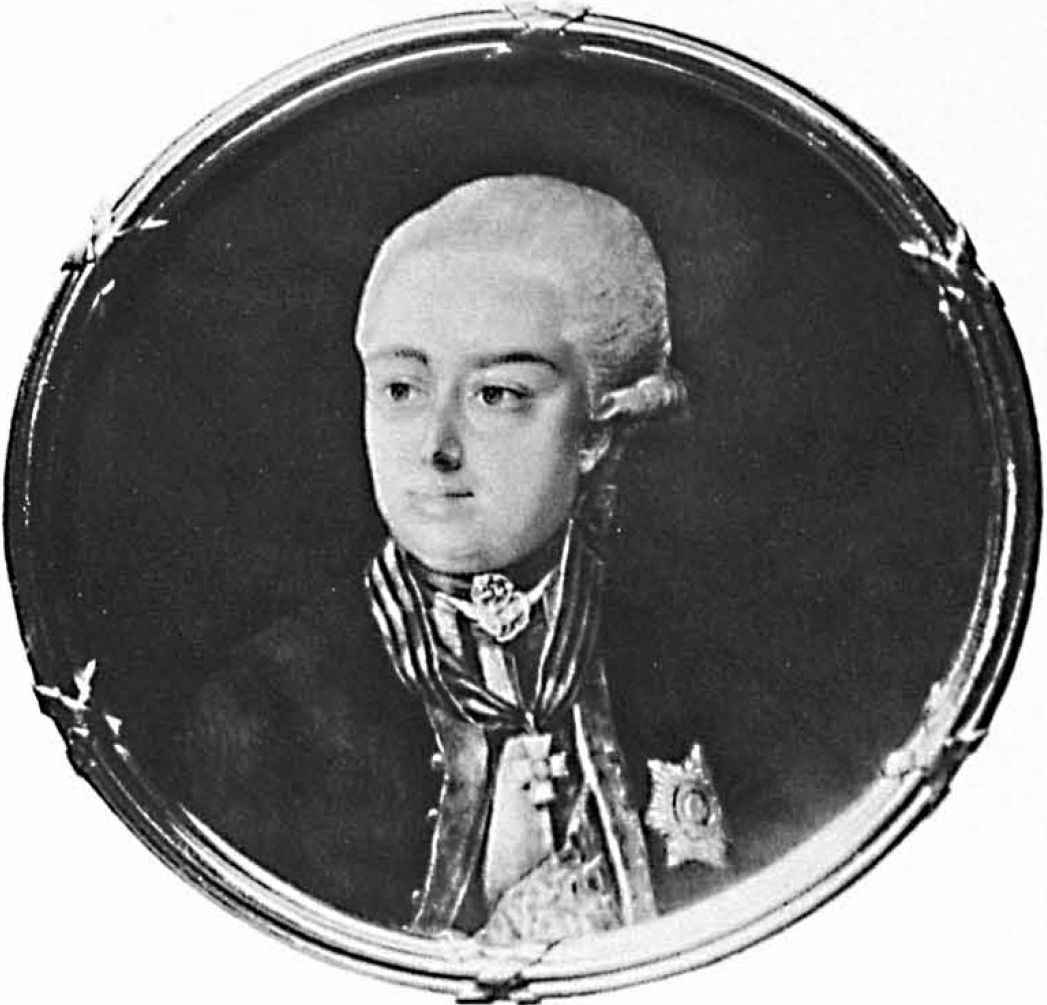
П. М. Голицын
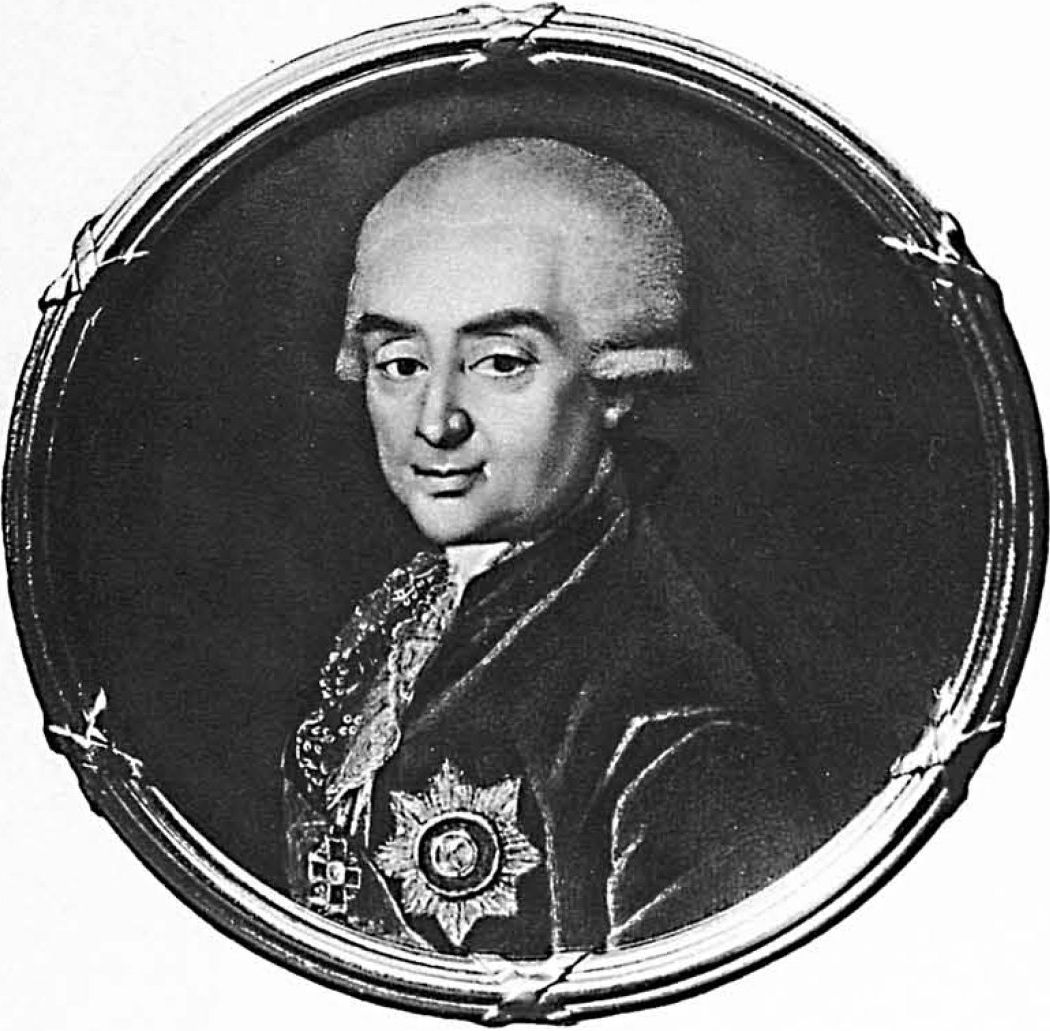
А. М. Голицын
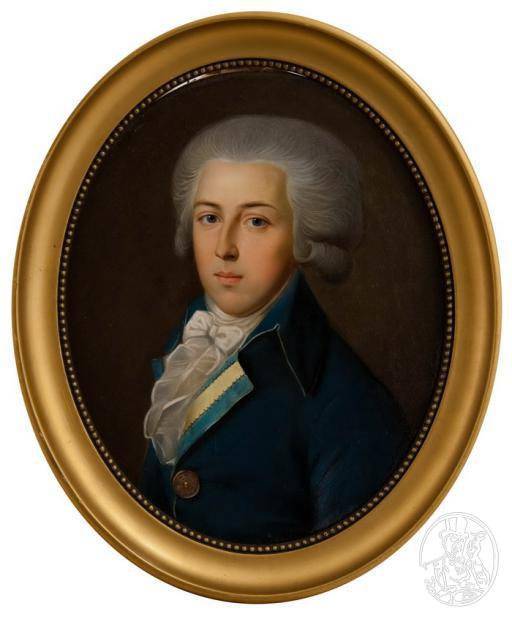
М. П. Голицын

## Архитектурно-парковый ансамбль
Усадьба исторически располагалась вблизи Владимирского тракта, на высоком берегу речки Пехорки, которая в то время была запружена. Композиция усадьбы нетрадиционная, она лишена традиционного закрытого парадного двора и имеет панорамный характер. В состав архитектурного комплекса входили особняк с двумя флигелями, Спасская (Преображенская) церковь, театр и оранжерея. Основной комплекс усадьбы симметричен, за исключением церкви, смещённой в сторону берега от центральной оси. Считается, что основа планировки усадьбы была заложена около 1760 года, когда был выстроен деревянный главный дом с флигелями, а при перестройках с середины 1770-х гг. до 1810-х гг. существенного изменения её структуры не произошло.
Перед домом был разбит сад. Хозяйственная часть усадьбы находилась в значительном удалении от её главного корпуса, и её постройки до нашего времени не сохранились.
Главный корпус усадьбы, предположительно, был построен в период с 1783 по 1786 гг. По версии историков, автором проекта был известный архитектор К. И. Бланк. Здание относилось к стилю раннего классицизма. Первоначально оно было двухэтажным, с подвалом, венчалось мезонином и куполом. Стены были украшены равномерно расположенными пилястрами коринфского ордера. Фасады имели центральные ризалиты, на которых пилястры венчались фронтонами и образовывали портики. Внутренняя планировка также была симметричной, на главной оси находились двусветный зал с каннелированными колоннами и столовая. В интерьерах парадных комнат были медальоны с портретами рода Голицыных, вазы, мраморные камины с бюстами, украшенные изразцами печи, зеркала. Перекрытия наземных этажей были балочными, подвала — сводчатыми. После пожара дом восстановлен уже трёхэтажным, с новой планировкой, декор XVIII века уцелел лишь фрагментами. В 1978 году была начата реставрация, не доведённая до конца.
Рядом с главным корпусом по проекту Ф. П. Казие были построены (не ранее 1790-х гг.) двухэтажные флигели. Их фасады, обращённые к реке, были украшены четырёхколонными тосканскими портиками с фронтонами и парапетом из балясин. Главный корпус и флигели были объединены галереями-колоннадами.
Центральную группу зданий дополняли два похожих корпуса, в одном из которых, предположительно, помещалась оранжерея. Назначение второго не известно точно, но он традиционно именуется театром. Данные двухэтажные здания, сооруженные в 1800-х годах, относятся к образцам стиля ампир. Их создателем, по мнению А. Некрасова, был известный зодчий А. А. Менелас. Архитектурные формы зданий, где крупные колонны формируют лоджии, массивны и противопоставлены тонким деталям декора: лепным медальонам, строгим наличникам окон. Главный зал оранжереи освещался крупными арочными окнами с южной стороны, а окна на северной стороне в основном были ложными. Боковые крылья корпусов были понижены, декор на них отсутствовал. При приспособлении к новым функциям на протяжении XIX—XX веков здания частично перестроены: в оранжерее переделаны крылья, в театре изменены оконные проёмы, сделаны пристройки.
|          |  |                  |  |                   |
| Курдонёр |  | Зимняя оранжерея |  | Восточный флигель |

Обширный живописный парк усадьбы представляет собой систему аллей, расходящихся от центральной поляны в форме шестиконечной звезды. Аллеи парка разбиты на французский манер, однако парк сочетает регулярную и живописную планировку. Сохранившийся до наших дней «верхний» парк был создан во второй половине XVIII — начале XIX века (часть перед главным домом — в 1760-х гг.) Перед парковым фасадом дома до сих пор сохранилась несколько заглубленная в землю площадка — буленгрин — с полукруглой каменной лестницей, в цоколе которой находятся гроты, а её парапеты украшены круглой скульптурой. До нашего времени сохранился насыпной холм «катальной горки», которая в настоящее время в обиходе называется «Заячьей» или «Лисьей» горкой. К горке вдоль берега Пехорки ведет парковая аллея. Так называемый «нижний» парк, находившийся на склоне в сторону Пехорки, до нашего времени не сохранился.

### План

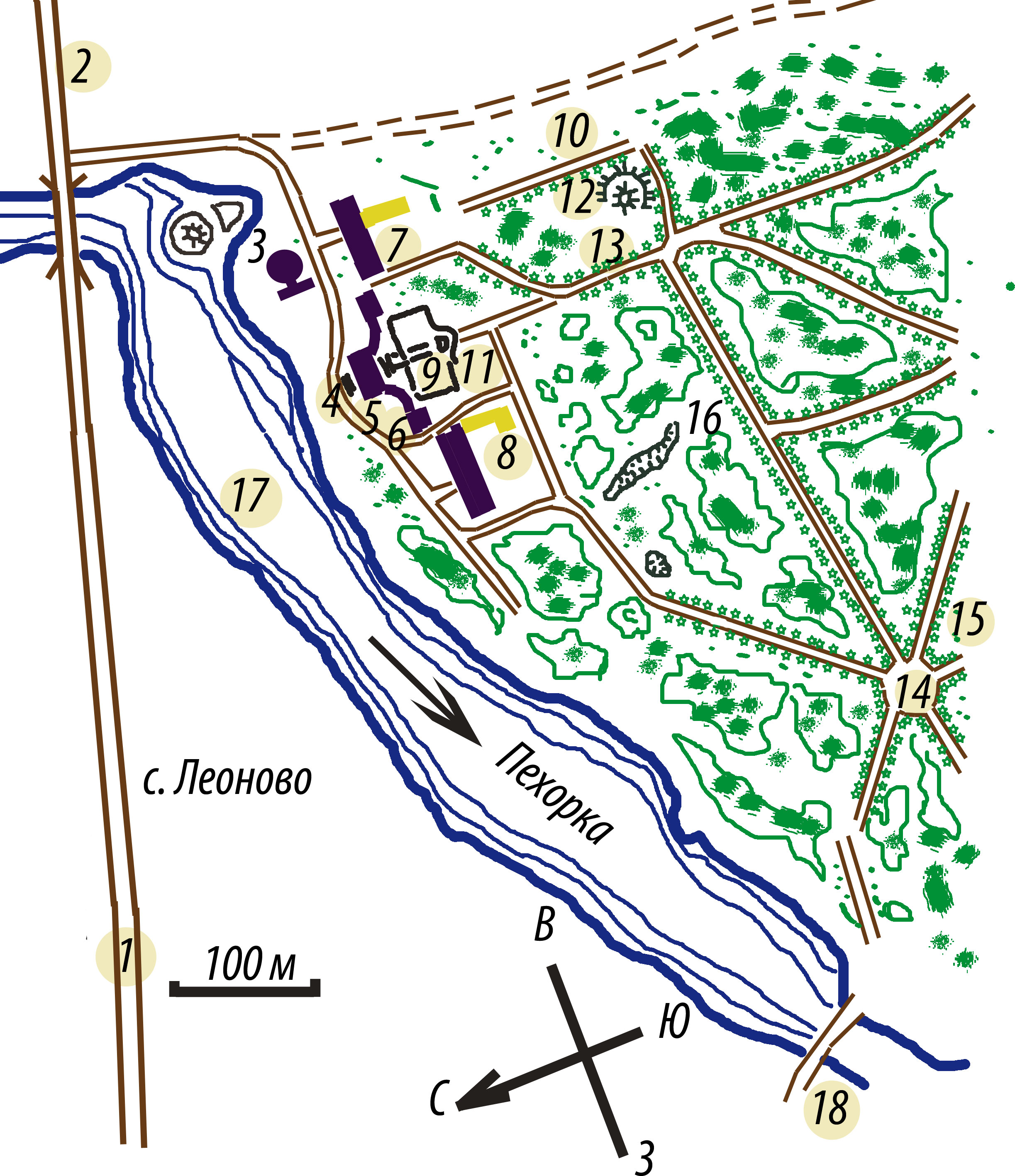
План усадьбы Пехра-Яковлевское

1. Трасса старой Владимирской дороги.
2. Селение Пехра-Яковлевское.
3. Храм (1777—1782 гг.).
4. Главный корпус (1763—1785 гг.).
5. Вогнутые парные галереи (1790 г.).
6. Боковые квадратные флигели.
7. Манеж-театр (1810—1815 гг.).
8. Оранжерея (1802 г.).
9. Игровая площадка — цветник.
10. Полукруглая лестница со скульптурами «сфинксов».
11. Декоративная (катальная) горка.
12. Площадка с фонтаном «Трёх нимф».
13. Центральная поляна.
14. Шесть лучевых аллей.
15. Главная продольная аллея парка, ведущая к главной поперечной аллее верхнего парка и декоративной горке.
16. Центральная поперечная аллея.
17. Пруд на Пехорке (сооружён примерно в 1799 г., спущен в 1918 г.).
18. Старая плотина.